# 거북
거북(문화어: 거부기)은 거북목에 속하는 파충류를 일컫는다. 거북이의 가장 큰 종류로는 길이 250㎝, 몸무게 800㎏에 달하는 것도 있다. 거북은 현재 전 세계에 240여 종이 분포하는데, 한국에는 바다거북·장수거북·남생이·자라 등 4종이 알려져 있다. 거북류는 특수화된 피부와 내골격과의 결합으로 이루어졌고, 등딱지를 가지는 등 다른 파충류와 구별된다.
곡경 아목과 잠경 아목의 두 무리로 나뉜다. 곡경류는 목이 매우 긴데, 머리와 목부를 움추릴 경우에는 옆으로 구부러져 귀갑 사이에 감추어지게 된다. 반면 잠경류는 머리와 목부를 귀갑 안에 끌어들일 때, 머리 부분이 똑바로 끌어들여지므로, 뼈대가 S자 모양으로 구부러진다. 거북류의 대부분은 잠경류이다.

## 영어 이름과 어원
북미에서는 turtle이라는 단어가 모든 거북목을 가리킨다. 영국에서는 turtle이 바다거북(북미의 sea turtle)을 의미하고, terrapin은 민물거북, tortoise는 땅거북을 의미한다. 호주에서는 땅거북과(family Testudinidae)가 없고, 비해양 거북을 tortoise라고 불렀지만, 최근에는 turtle이 전체 거북목에 대한 용어로 받아들여지고 있다.

## 생태

### 생식
거북류는 난생으로, 육생종이나 수생종 모두 수중에서 교미하며 육지에서 산란한다. 한배에 10-20개를 산란하며, 바다거북이 150-200개로 가장 많다. 습도와 온도에 따라 1-3개월에 부화한다. 수명은 수십년 정도이며 어떤 것은 120년 이상 사는 것도 있다. 거북의 알은 암컷의 몸 속에서 수정된다. 암컷은 한번의 짝짓기로 몇 년 동안 낳을 모든 알을 수정시킬 수도 있다. 늦봄에서 늦가을 사이에 알을 낳는데, 이 기간에 한 번 이상 알을 낳는 종류도 있다. 바다에 사는 종과 민물에 사는 종 모두 땅에 알을 낳는다. 산란기가 되면 암컷은 뒷발로 땅에 구덩이를 판다. 구덩이 속에 알을 낳은 뒤 흙이나 모래, 썩은 나무 등으로 덮는다. 암컷은 알을 덮어 놓은 후 그 곳을 떠나 다시 돌아오지 않는다. 태양이 지면을 따뜻하게 데워 알을 부화시키는데, 알이 부화할 때의 온도에 따라 새끼의 성별이 결정된다. 온도가 높을수록 암컷이, 낮을수록 수컷이 많이 태어난다. 태어난 새끼는 스스로 땅을 뚫고 나와 먹이를 찾아야 하고 자신을 지켜가야 한다.
많은 동물이 거북의 알과 갓 태어난 새끼를 노린다. 많은 새와 포유동물이 해변으로 떼지어 몰려와서 물을 향해 기어가는 바다거북의 새끼를 잡아먹는다. 살아 남아 바다에 들어가더라도 새끼는 다시 물고기의 공격을 받는다.

### 생활
육상생활을 하는 거북은 대부분이 초식성이지만 다른 것은 잡식성이다. 이빨은 없고 대신 두 개의 칼 모양으로 된 각질의 용골돌기가 위아래턱에 있으며 이것으로 먹이를 잘라 먹는다. 호흡은 두 개의 폐로 하는데 배갑과 복갑이 연결되어 있으므로 흉부를 팽대할 수 없다. 그러나 폐 옆에 있는 한 쌍의 근육으로 폐강(肺腔)을 넓혀 흡입하고 배에 있는 한 쌍의 근육으로 내장을 폐에 눌러대어 숨을 토해 낸다. 물 속에 있을 때는 입으로 물을 출입시켜 인후점막으로 피부호흡을 한다.
식물, 작은 물고기 등 다양한 것을 먹고 사는데, 특히 애완용 거북인 붉은귀거북은 생태계를 교란시킨다고 할 정도로 식탐이 대단하다.

### 몸
등딱지와 배딱지로 몸을 보호하고 있는데 이것들은 갈비뼈에서 분화된 연골로 이루어져 있다. 거북의 딱지는 두 겹으로 되어 있다. 안쪽 딱지는 골판으로 되어 있어 실제로는 골격의 일부분이다. 바깥쪽 딱지는 피부 조직으로부터 형성된 순판이라 하는 딱딱한 뿔 성분으로 되어 있다. 장수거북과 자라는 순판 대신에 질긴 가죽으로 되어 있다. 거북의 등을 덮고 있는 딱지를 등딱지라고 하며 배부분을 덮은 딱지는 배딱지(복갑)라 한다. 등딱지와 배딱지는 몸의 양 옆에서 연결대라 하는 뼈에 의해 연결되어 있다. 땅거북류를 제외한 대부분의 거북은 납작하고 딱지가 유선형이다. 거북의 딱지는 대부분 엷은 검은색, 갈색, 감록색이지만, 밝은 초록색이나 오렌지색, 또는 빨간색이나 노란색 무늬가 있는 종도 있다. 현존하는 거북의 대다수는 늪에 살면서 육지에서도 생활하는 양서적(兩棲的)인 것들이다.
거북은 다른 파충류와 마찬가지로 변온동물이다. 체온이 주위의 공기나 물의 온도에 따라 변하기 때문에 추운 지방에서는 살 수 없다. 거북의 크기는 매우 다양하여, 가장 큰 종인 장수거북은 길이가 1-2.5m이지만, 북아메리카늪거북은 약 10㎝밖에 되지 않는다. 거북은 빠르게 헤엄칠 수 있으며, 깊은 바다에 사는 바다거북은 시속 30km 이상으로 헤엄칠 수 있는 반면 땅에서는 무거운 딱지 때문에 매우 느리게 움직인다.

### 사람과의 관계, 이용, 남획
전래동화에 남생이가 등장할 정도로 사람들에게 친숙한 동물이며 오랫동안 사는 동물로 유명하다. 특히 종류에 따라서는 200~300년 이상 생존하는 종도 존재한다. 그러한 인식 때문에 십장생 중에도 거북이가 들어가 있다.
예로부터 거북이 약 또는 식용으로 사용되었다. 지금은 보신용으로 자라요리가 있는데 천연산으로는 부족하여 양식을 한다. 공예용으로는 대모의 등딱지 선명한 부분이 빗·담뱃갑·장식품 등으로 이용된다. 거북은 현재 멸종 위기에 놓여 있으며, 공해와 오염 물질로 서식처를 잃고 있다. 또한 간척 사업, 도시 건설, 공장 건설로 숲과 늪지가 파괴되어 서식처가 줄어들고 있다. 남생이 등은 애완동물로 사육되기도 한다.

### 성격
거북의 등은 단단한 껍질로 싸여 있고 아주 느리게 움직이며 이빨이 없고 비공격적이다. 거북의 암수를 구별하기 위해서는 몸을 뒤집어 항문을 보면 쉽게 알 수 있다. 수컷의 항문은 꼬리 끝 쪽에 있고,  거북의 암컷의 항문은 꼬리가 붙어 있는 부분에 있다. 반면 늑대거북과 악어거북은 일반 거북과 달리 공격적이다.

## 수명
거북은 매우 오래 살 수 있다. 가장 오래 산 거북이자 육지동물은 조나단이라는 이름의 알다브라땅거북이며 2019년 187세로 밝혀졌다.

## 분류
- 거북목(Testudines)
  - 잠경아목(Cryptodira)
    - 늑대거북상과(Chelydroidea)
      - 늑대거북과(Chelydridae) - 2속 6종

    - 땅거북상과(Testudinoidea)
      - 땅거북과(Testudinidae)
      - 돌거북과(Geoemydidae)
      - 늪거북과(Emydidae)
      - 큰머리거북과(Platysternidae) - 1속 1종

    - 자라상과(Trionychoidea)
      - 돼지코거북과(Carettochelyidae) - 1속 1종
      - 자라과(Trionychidae)

    - 풀거북상과(Kinosternoidea)
      - 강거북과(Dermatemydidae)
      - 풀거북과(Kinosternidae)

    - 바다거북상과(Chelonioidea)
      - 바다거북과(Cheloniidae)
      - 장수거북과(Dermochelyidae)

  - 곡경아목(Pleurodira)
    - 뱀목거북상과(Chelidoidea)
      - 뱀목거북과(Chelidae)

    - 가로목거북상과(Pelomedusoidea)
      - 가로목거북과(Pelomedusidae)
      - 견목거북과(Podocnemididae)

## 같이 보기
- 자라
- 달팽이
- 푸른바다거북